# Аптоцикл
Аптоцикл, или гладкая рыба-лягушка (лат. Aptocyclus ventricosus), — вид лучепёрых рыб из семейства пинагоровых (Cyclopteridae), единственный в роде аптоциклов (Aptocyclus). Обитает в северной части Тихого океана.

## Описание
Максимальная длина 41 см, масса — 2,3 кг. Телом аптоцикл напоминает лягушку, за что и получил второе название. Имеет коричневато-серое тело с тёмными пятнами сверху и грязно-серыми снизу. Хвостовой плавник и грудные плавники крупные и имеют округлую форму.
Тело гладкой рыбы-лягушки скользкое и округлое, что делает её непохожей на других представителей семейства. Первый спинной плавник полностью расположен под кожей. Своим строением аптоцикл похож на Psychrolutes marcidus, но у Psychrolutes marcidus тело розового цвета и спереди у него есть отросток, похожий на нос.
Обитает аптоцикл на глубинах от 612 до 1700 м. Он плохо плавает, обычно держится около дна, в отличие от других пинагоровых, которые предпочитают плавать в толще воды.

### Питание
Предпочтительной пищей являются различные медузы и гребневики. Гладкая рыба-лягушка иногда поедает пелагических червей-полихет и ракообразных.

### Размножение
Аптоцикл — раздельнополый вид рыб с определённой плодовитостью и полным нерестом. Он совершает нерестовую миграцию из глубоководных районов океана в прибрежные зоны, где размножение происходит на каменистом дне на глубинах не более 10 м. Толстая оболочка защищает отложенную икру от механических повреждений во время развития в прибрежной зоне. Инкубационный период (между оплодотворением и вылуплением) составляет 40 дней. Самцы остаются защищать икру после нереста самок.

## Взаимодействие с человеком
Гладкая рыба-лягушка не ядовита, поэтому в Японии её готовят и употребляют в пищу.